# Элеонора Шарлотта Монбельярская
Элеонора Шарлотта Вюртемберг-Монбельярская (нем. Eleonore Charlotte von Württemberg-Mömpelgard; 20 ноября 1656, Хорбург — 13 апреля 1743, Вроцлав) — принцесса Монбельярская, в замужестве герцогиня Вюртемберг-Эльсская.

## Биография
Элеонора Шарлотта — дочь герцога Георга II Вюртемберг-Монбельярского (1626—1699) и его супруги Анны (1624—1680), дочери Гаспара III де Колиньи. 7 мая 1672 года в Эльсе Элеонора Шарлотта вышла замуж за герцога Сильвиуса Фридриха Вюртемберг-Эльсского. В браке детей не было.
В 1676 году Элеонора Шарлотта приобрела во владение Фестенберг и перенесла туда свою резиденцию. Герцогиня из своих средств провела в городе обширное строительство, в 1688 году повелела заложить новую церковь и оказывала поддержку переселенцам. Благодаря хлопотам Элеоноры Шарлотты жители города получили по указу императора Леопольда I освобождение от налоговых тягот на сто лет. В 1712 году Элеонора Шарлотта лишилась Фестенберга в результате судебного разбирательства с Анной Софией (1647—1726), вдовствующей герцогиней Вюртемберг-Юлиусбургской.